# Reijin
El MV Reijin fue un transporte de vehículos de tipo Ro-Ro que naufragó en la costa de Oporto (Portugal) en abril de 1988 durante su viaje inaugural. Posteriormente, el barco fue hundido en aguas profundas a pesar de las protestas de los ecologistas.

## Hundimiento
El Reijin fue botado el 19 de diciembre de 1987. Fue construido para Nissan Prince Kaiun. Fue operado por Emerald Shipholding. Su puerto de matrícula fue la Ciudad de Panamá. Se le asignó el número OMI 8708842. El 26 de abril de 1988, encalló y volcó frente a Oporto , Portugal. Un miembro de la tripulación murió. Llevaba un cargamento de 5.432 coches nuevos. El Reijin estaba en su viaje inaugural, de Japón a Irlanda.
Se decidió que dos tercios de los vagones debían ser arrojados a aguas de más de 2.000 metros (6.600 pies) de profundidad, seguido del hundimiento del barco en aguas de una profundidad similar. Aunque se inició el vertido de los vagones, no se completó ya que dicha acción violaba la Convención de Londres sobre Vertidos, debido a los plásticos que contenían los vagones. El Reijin se hundió en aguas profundas.